# Saccostomus mearnsi
Espèce
Statut de conservation UICN

 LC  : Préoccupation mineure
Saccostomus mearnsi est une espèce de rongeurs de la famille des Nesomyidae. C'est un « rat à poche » africain qui vit dans des terriers et transporte les provisions dans ses abajoues.

## Répartition et habitat
Elle est présente en Éthiopie, en Somalie, en Ouganda, au Kenya et en Tanzanie. Elle a été observée entre 100 et 1 500 m d'altitude. 
Elle vit dans les savanes boisées sèches, les prairies et jusqu'à des zones très arides en Somalie. On la rencontre également dans les cultures. Cette espèce vit principalement dans des zones arides, ce qui explique son absence totale des zones humides du Kenya.